# Krutikvět
Krutikvět (Strophanthus) je rod rostlin z čeledi toješťovité. Jsou to liány a keře s jednoduchými listy a většinou velkými a nápadně tvarovanými květy. Rod zahrnuje 39 druhů a je rozšířen v tropické Africe, Asii a na Madagaskaru. Krutikvěty jsou silně jedovaté rostliny. Jsou významné obsahem silných srdečních glykosidů, které jsou přítomny zejména v semenech a jsou využívány v lékařství. Semena sloužila v Africe i Asii k výrobě šípových jedů a mají význam v místní medicíně. Některé druhy se pěstují v tropech jako okrasné dřeviny s neobyčejně tvarovanými květy.

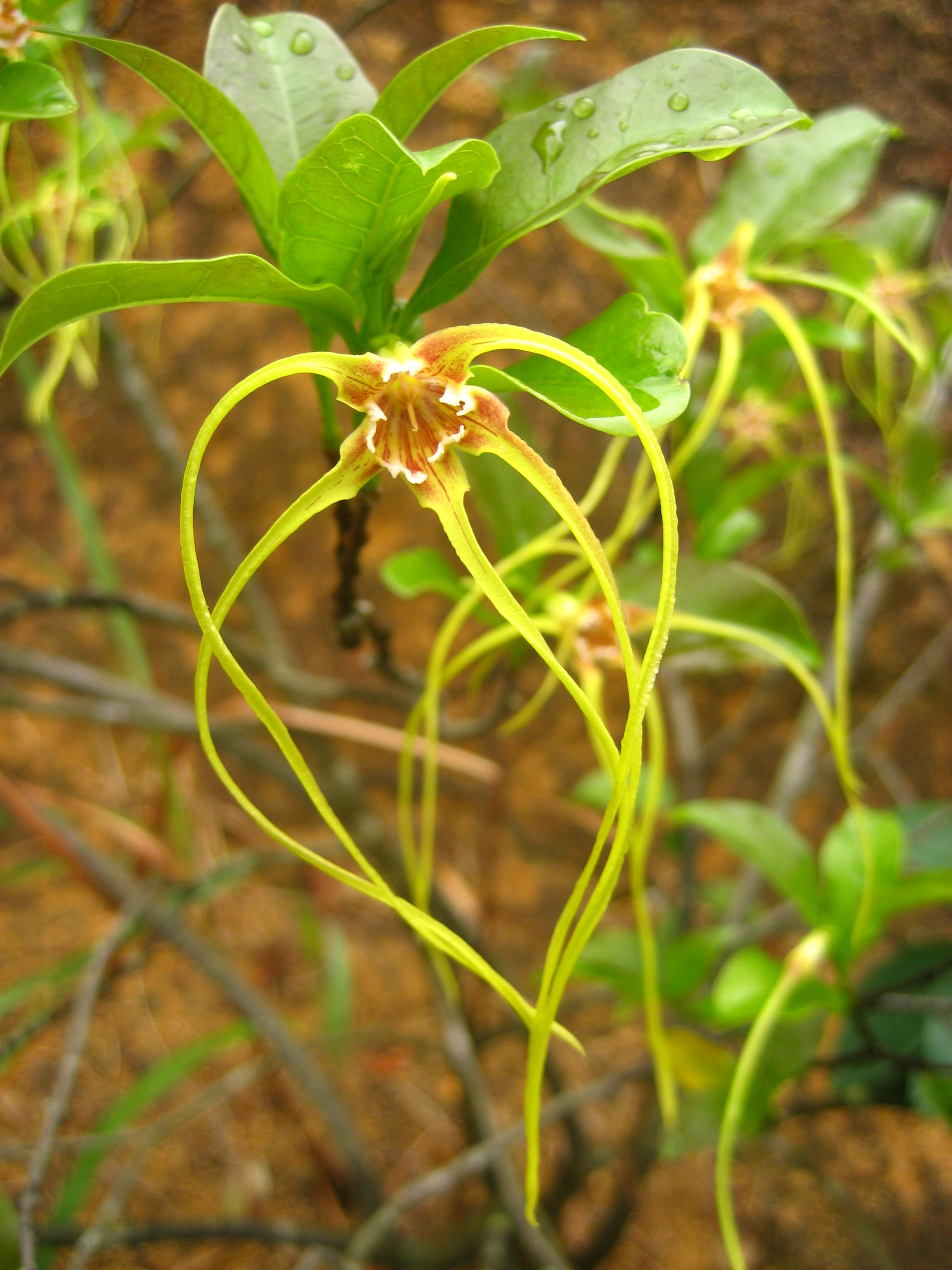
Květy S. divaricatus

## Popis
Krutikvěty jsou převážně dřevnaté liány nebo liánovité keře, druhy sušších oblastí mívají spíše keřovitý vzrůst. Liány mohou dorůst délky až 100 metrů a tloušťky až 25 cm. Druh S. boivinii z Madagaskaru je jediným stromovitým druhem rodu. Rostliny při poranění roní bílý latex. Listy jsou jednoduché, vstřícné nebo v přeslenech po 3. Palisty jsou redukovány na linie spojující báze řapíků. Květenství jsou koncové, přisedlé nebo stopkaté, dichaziální vrcholíky. Květy jsou u většiny druhů velké, některé asijské druhy však mají květy drobné. Kalich je tvořen 5 volnými nebo jen na bázi srostlými kališními lístky a na bázi má žlázky. Koruna je nálevkovitá, s krátkou korunní trubkou a širokým ústím. Laloky koruny se překrývají směrem doprava. U většiny druhů jsou špičaté nebo na konci protažené v úzký, ocasovitý přívěsek, který může být až 30 cm dlouhý (S. preussii), pouze u několika druhů jsou korunní laloky zaokrouhlené. Pakorunka v centru květu je tvořena 10 laloky. Tyčinky jsou přirostlé na konci korunní trubky a mají krátké nitky. Prašníky jsou střelovité, připojené ke čnělkové hlavě, na bázi ostruhaté. Gyneceum je tvořeno 2 na bázi víceméně srostlými semeníky obsahujícími mnoho vajíček. Čnělka je nitkovitá. Plodem je souplodí 2 měchýřků, obsahujících mnoho semen. Semena mají tenký zobánek zakončený chmýrem.

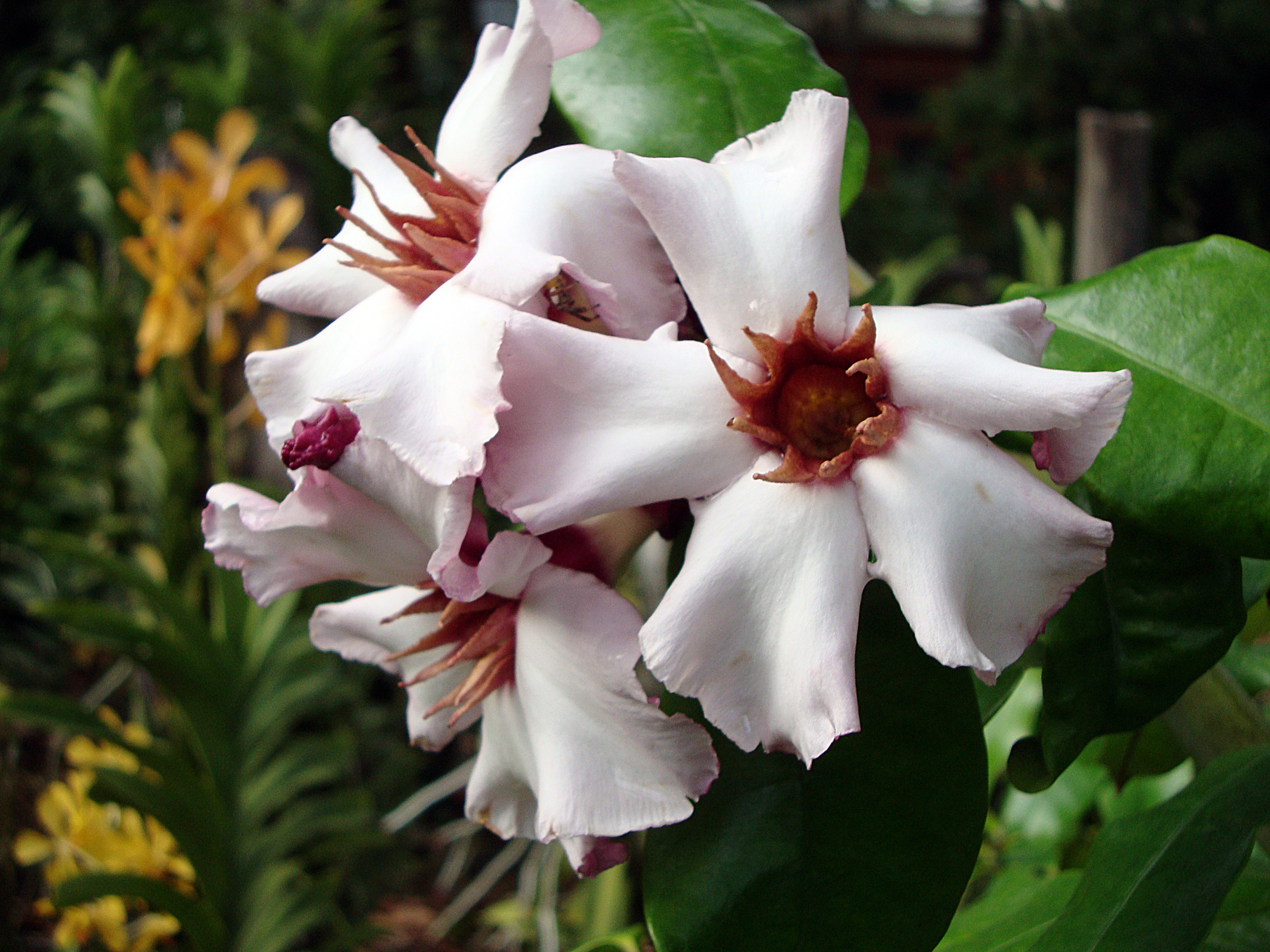
Květy S. gratus
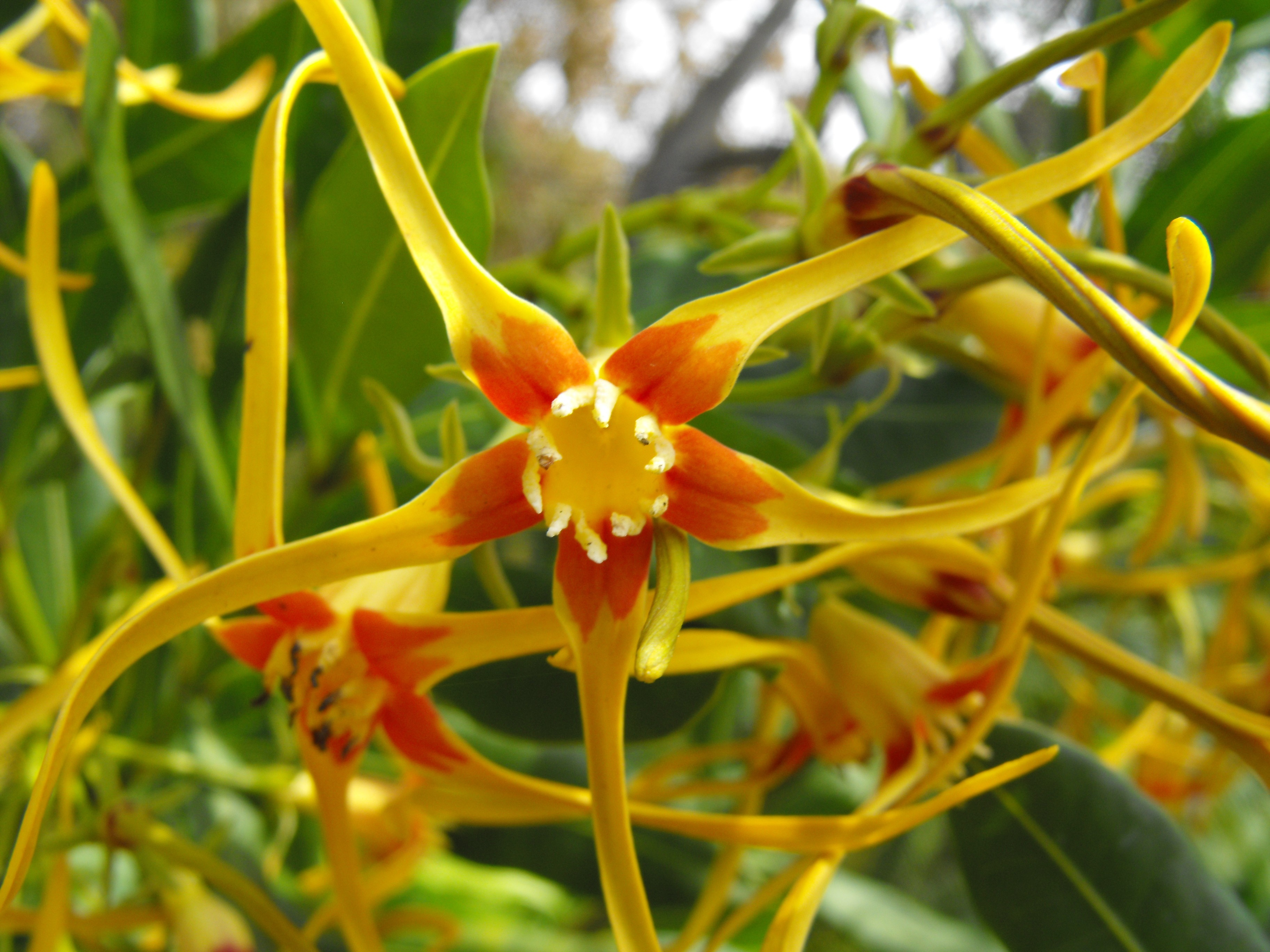
Detail květu S. speciosus
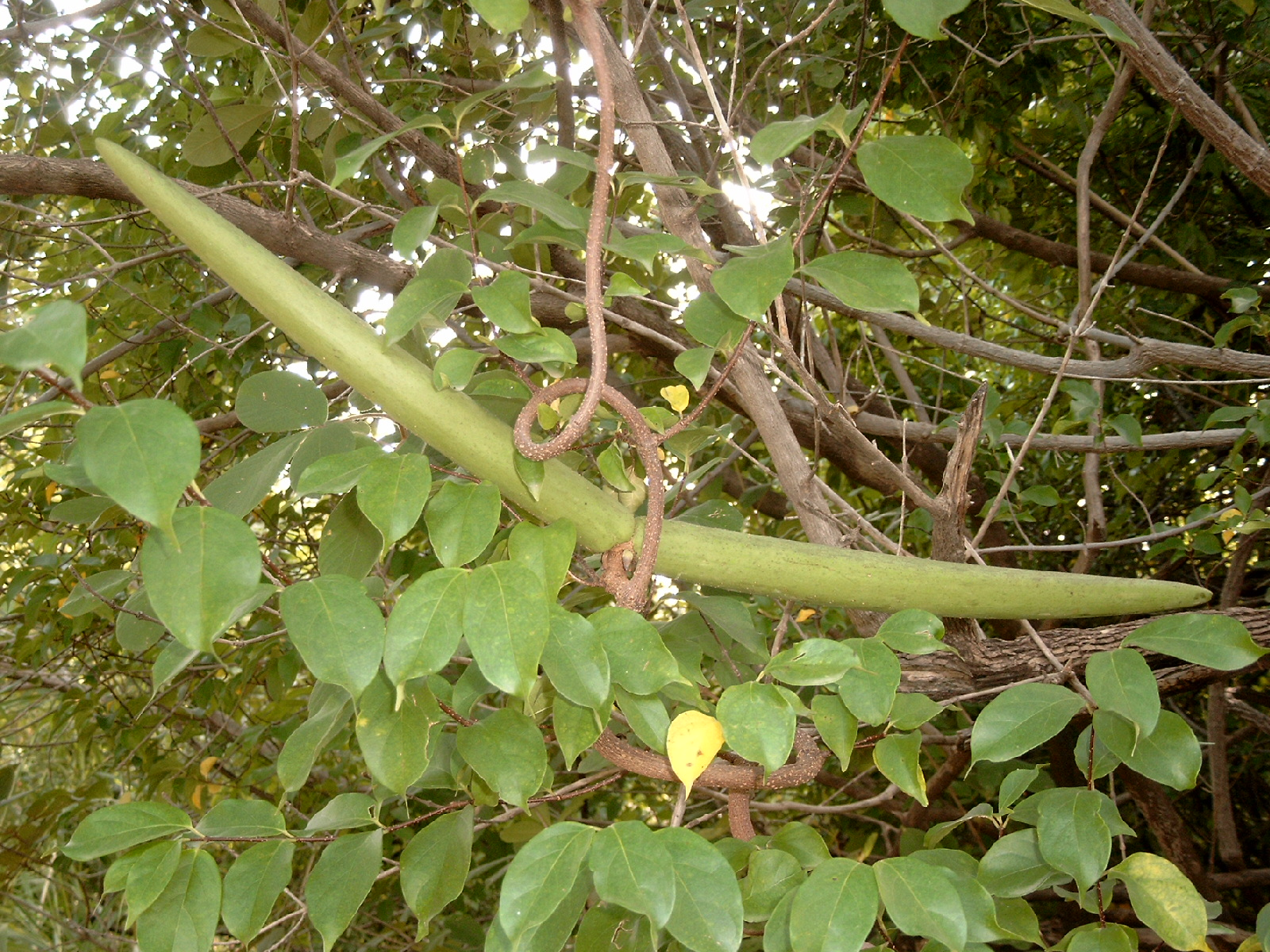
Rozměrné souplodí S. sarmentosus

## Rozšíření
Rod krutikvět zahrnuje 39 druhů. Je rozšířen v tropické Africe,Asii a na Madagaskaru. Většina druhů (celkem 31) roste v subsaharské Africe. Zde jsou krutikvěty rozšířeny v dosti souvislém areálu sahajícím od tropické západní Afriky na východ po Somálsko a na jih po jihoafrické Kapsko. Chybějí ve velké části jihozápadní Afriky.
V tropické Asii roste 7 druhů, areál výskytu je nesouvislý a sahá od západního pobřeží Indie přes jižní Čínu po ostrovy jihovýchodní Asie. Na Madagaskaru roste jediný druh, S. boivinii, rozšířený v západní polovině ostrova. Největší druhové bohatství je ve vlhkých oblastech tropické Afriky. Ve výrazně suchých oblastech Afriky rostou pouze 2 druhy, S. amboensis a S. mirabilis.

## Ekologické interakce
Druhy z oblastí se sezónním obdobím sucha většinou kvetou na konci suchého či ze začátku vlhkého období. Způsob opylování květů není znám. Plody dozrávají zpravidla v suchém období, semena jsou opatřena chmýrem a jsou šířena větrem. Chmýr reaguje na vzdušnou vlhkost, za vlhka je stažený, zatímco při suchém počasí se rozevírá.

## Taxonomie
Rod Strophanthus je v rámci čeledi Apocynaceae řazen do podčeledi Apocynoideae, tribu Nerieae a subtribu Alafiinae. Nejblíže příbuzné rody jsou Alafia, Farquharia a Isonema, do stejného tribu náleží i známější rody adénium (Adenium) a oleandr (Nerium).

## Obsahové látky a jedovatost

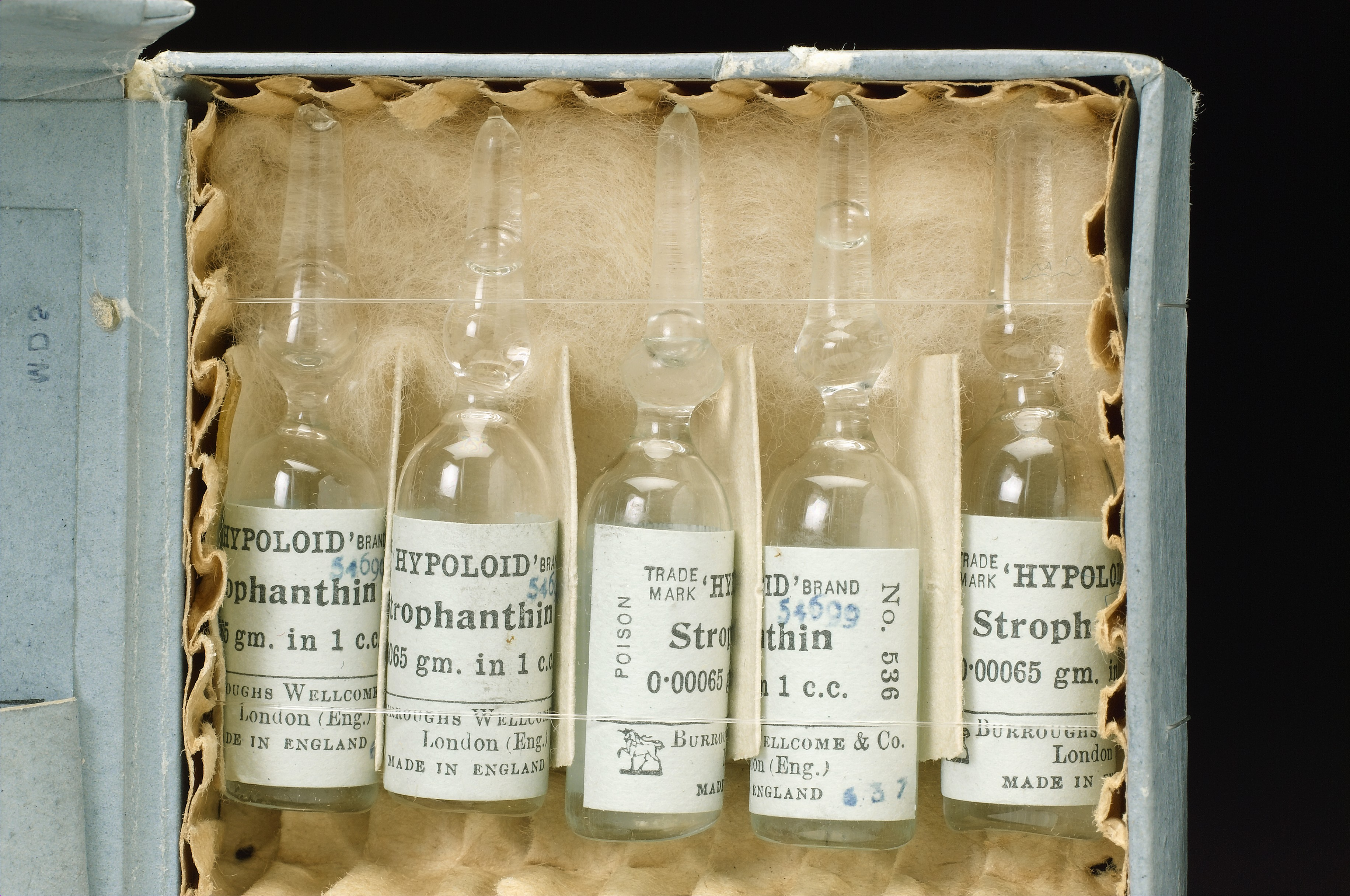
Ampule se strofantinem

Krutikvěty jsou významné zejména obsahem silných srdečních glykosidů (kardenolidů), označovaných souhrnně jako strofantin. Je známo několik skupin druhů krutikvětu, pro každou z nich jsou charakteristické jiné glykosidy. Mezi nejvýznamnější z těchto látek náleží zejména ouabain (obsažen např. v S. gratus, S. gardeniiflorus, S. thollonii), sarmentogenin a sarverogenin (S. sarmentosus, S. congoensis aj.), strofantidin a periplogenin (S. kombe, S. preussii, S. hispidus aj.) a divarikosid (S. caudatus, S. divaricatus a S. wightianus). Celková pestrost těchto látek je ovšem vyšší, např. ze semen S. divaricatus bylo izolováno celkem 7 různých glykosidů, tvořících dohromady 9 až 10 % semene: divarikosid, divostrosid, sinosid, sinostrosid, kaudosid, kaudostrosid a sarmutosid. Převládající složkou je zde divarikosid, který má také nejsilnější účinek na srdce. Z indického druhu S. wightianus byl izolován divarikosid, kaulosid, kaulogenin, sarmentogenin, obsah glykosidů je asi 2,1 %.
Některé druhy krutikvětů vytvářejí více lokálních forem s odlišným chemismem. U druhu S. divaricatus byly zjištěny celkem 4 rozdílné formy, které jsou nadto i geograficky a ekologicky oddělené a mají drobné odlišnosti i v morfologii semen.
Mechanismus účinku rozličných srdečních glykosidů je víceméně shodný, liší se pouze dynamikou účinku, která je závislá na jejich rozpustnosti v tucích.
Vedlejší účinky užití krutikvětu mohou zahrnovat zejména srdeční arytmii, poruchy vidění, bolesti hlavy, strnulost, nevolnost a zvracení, řidčeji i dezorientaci a halucinace. Farmakologická dávka ouabainu (podávaného intravenózně) je 0,65 mg, přičemž při jejím překročení o 50 % se již dostavují příznaky otravy. Smrtelná dávka (MLD) silných kardenolidů z krutikvětu se pohybuje v rozmezí 0,09 až 0,12 mg na kilogram živé váhy. Smrt nastává nevratným stažením srdečního svalu. U hlodavců se otrava projevuje zprvu rychlým a nepravidelným dechem a svalovou slabostí, později nastává netečnost, namáhavý dech a smrt. Účinné antidotum není známo, při otravě se doporučuje podávání dřevěného uhlí a cholestyraminu a výplach žaludku.

Strukturní vzorec strofantidinu
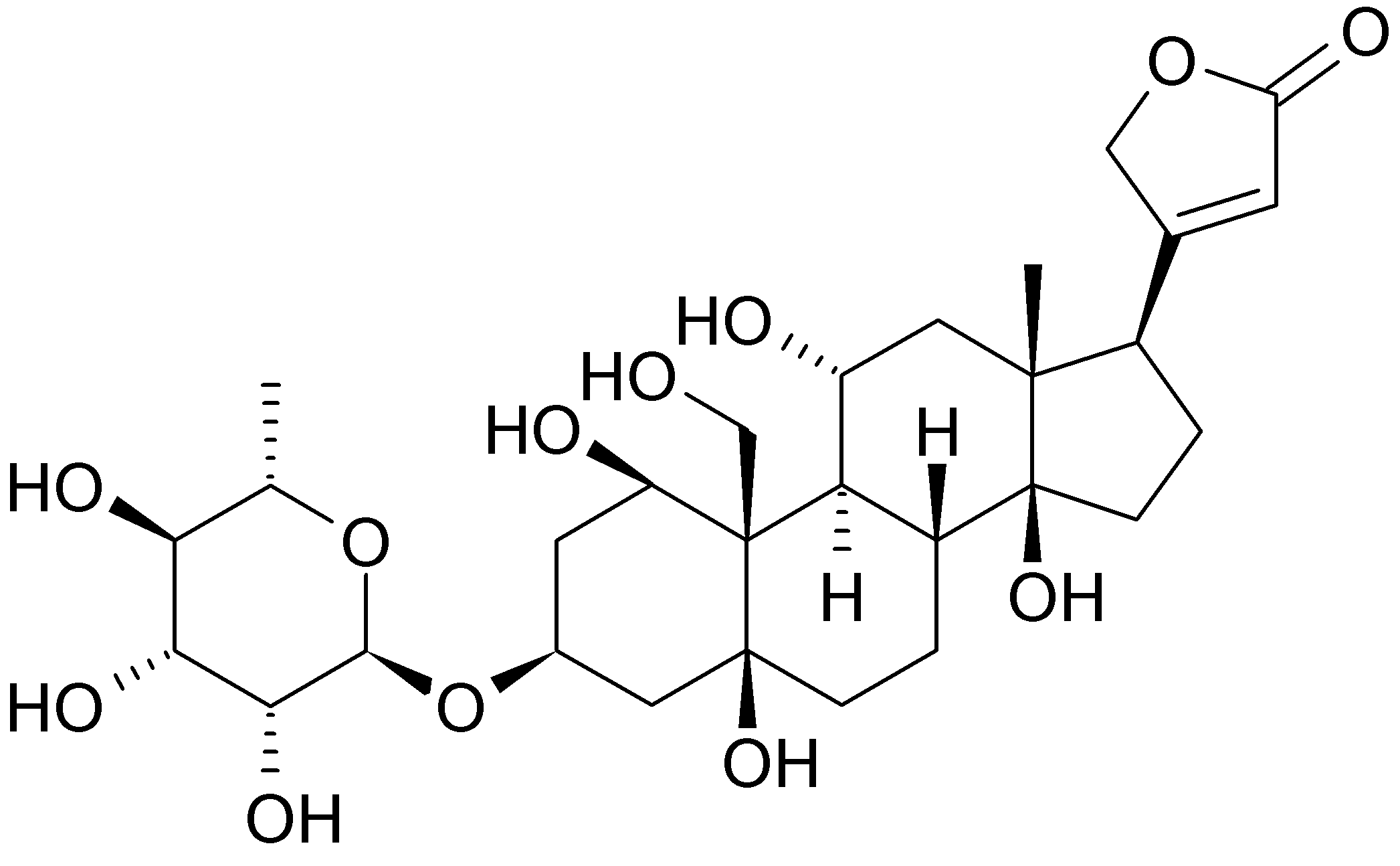
Strukturní vzorec ouabainu

## Význam

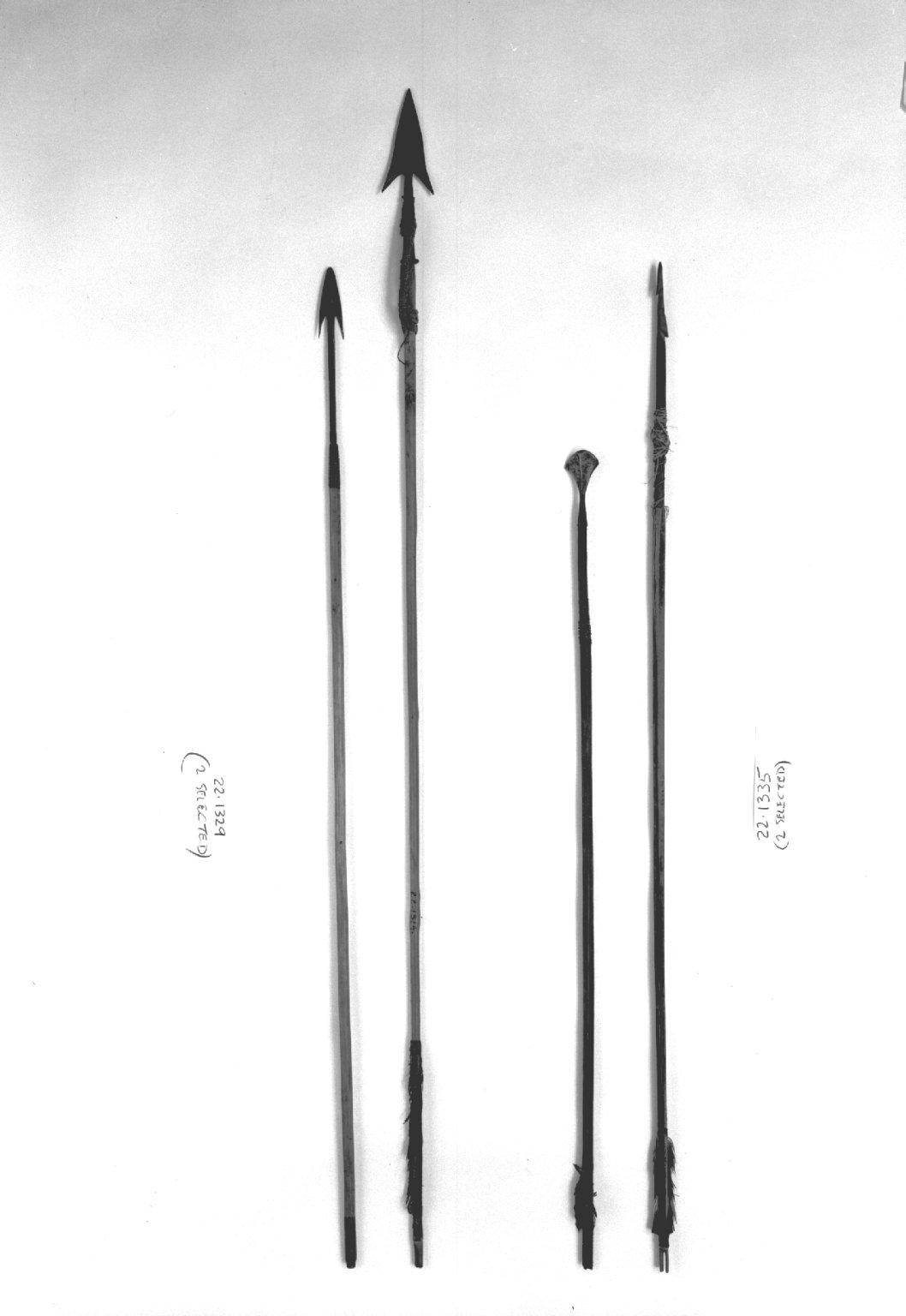
Otrávené šípy z Afriky

Krutikvěty jsou v Africe již od nepaměti hlavní surovinou k výrobě šípových jedů a používají se i v Asii. V tropické západní Africe byly druhy S. hispidus and S. sarmentosus k těmto účelům i pěstovány. Účinek jedu je rychlý i v malém množství, smrtelná dávka je již okolo 4 mg na kilogram živé váhy. Šípový jed se zpravidla připravuje rozdrcením jediného semene a smísením s pojivem, výsledná směs se nanese na špici šípu. V Africe se připravují též složité směsi z většího počtu různých složek. Po zasažení nastává u člověka smrt do čtvrt hodiny, u velkých savců déle. Maso ulovených zvířat je poživatelné, okolí zasaženého místa se vyřezává. Na Filipínách jsou jako zdroj šípového jedu používány druhy S. cumingi a S. lebei.
Strofantin je významný v moderním lékařství. Aplikuje se zejména při srdečním selhání, infarktu myokardu či srdečním astma. Hlavní terapeutický účinek se projevuje zvýšením staživosti srdečního svalu, zpomalením srdeční frekvence a zpomalením přenosu vzruchu. Pozitivní účinek na srdeční činnost se projevuje zejména u kolabujícího srdce s roztaženými komorami. Aplikuje se převážně intravenózně, neboť se špatně vstřebává trávicím systémem.
V roce 1929 bylo zjištěno, že sarmentogenin ze semen S. sarmentosus je vhodným prekurzorem pro výrobu hormonu kortizonu, který se do té doby vyráběl ze žlučových kyselin. Později byl tento zdroj do značné míry nahrazen jinými rostlinami, zejména smldincem (Dioscorea).
Některé druhy krutikvětu jsou v Africe využívány v místní medicíně, zejména při léčbě revmatismu, pohlavních chorob, horeček, hadího uštknutí a na střevní parazity. S. divaricatus je v čínské lidové medicíně používán při léčbě revmatické artitidy a na kožní choroby.
Některé druhy krutikvětu jsou v tropických zemích celkem zřídka pěstovány jako okrasné dřeviny, nápadné zejména svými neobyčejnými květy. Několik druhů je uváděno ze sbírek Pražské botanické zahrady v Tróji.

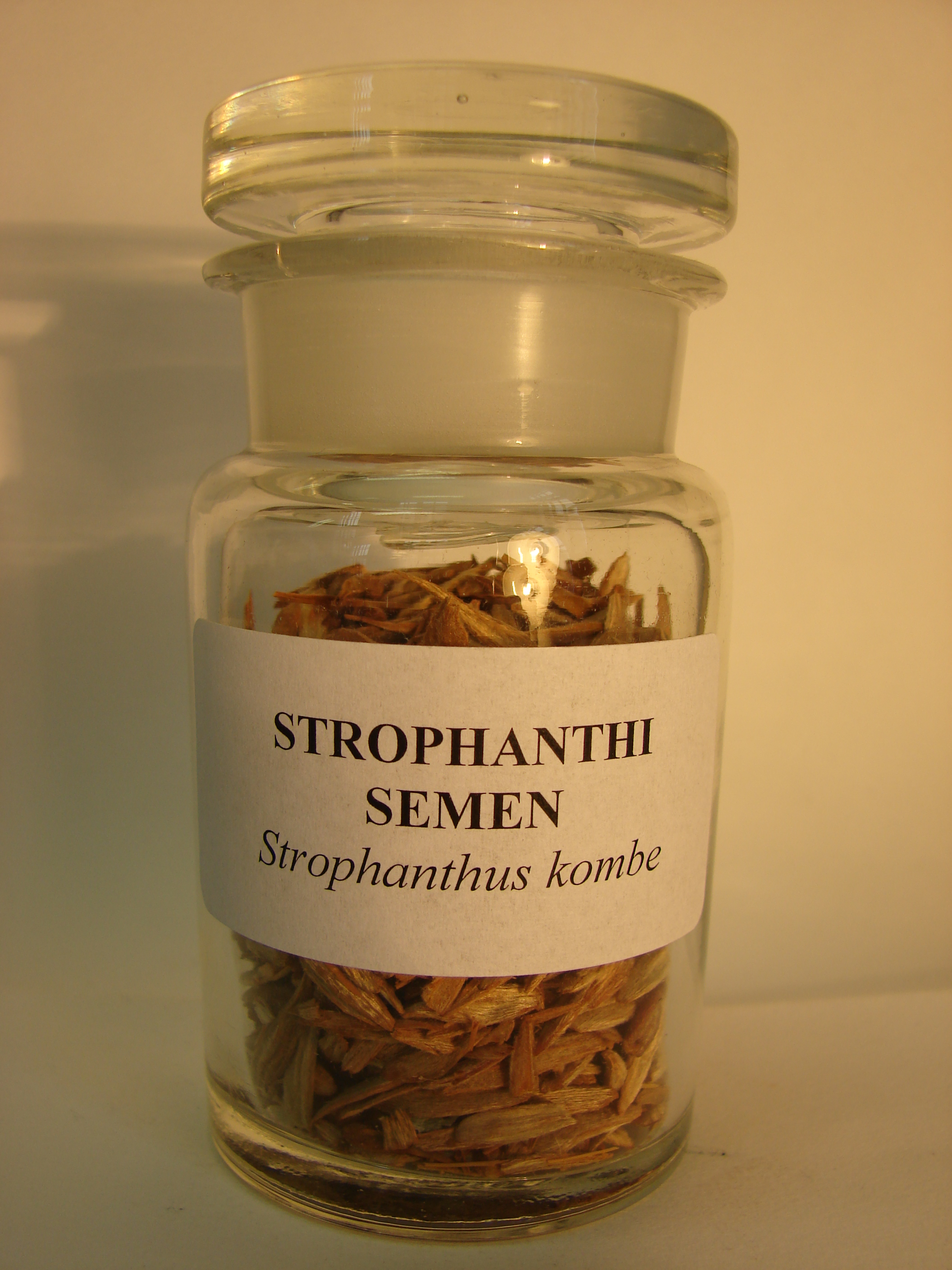
Semena krutikvětu S. kombe
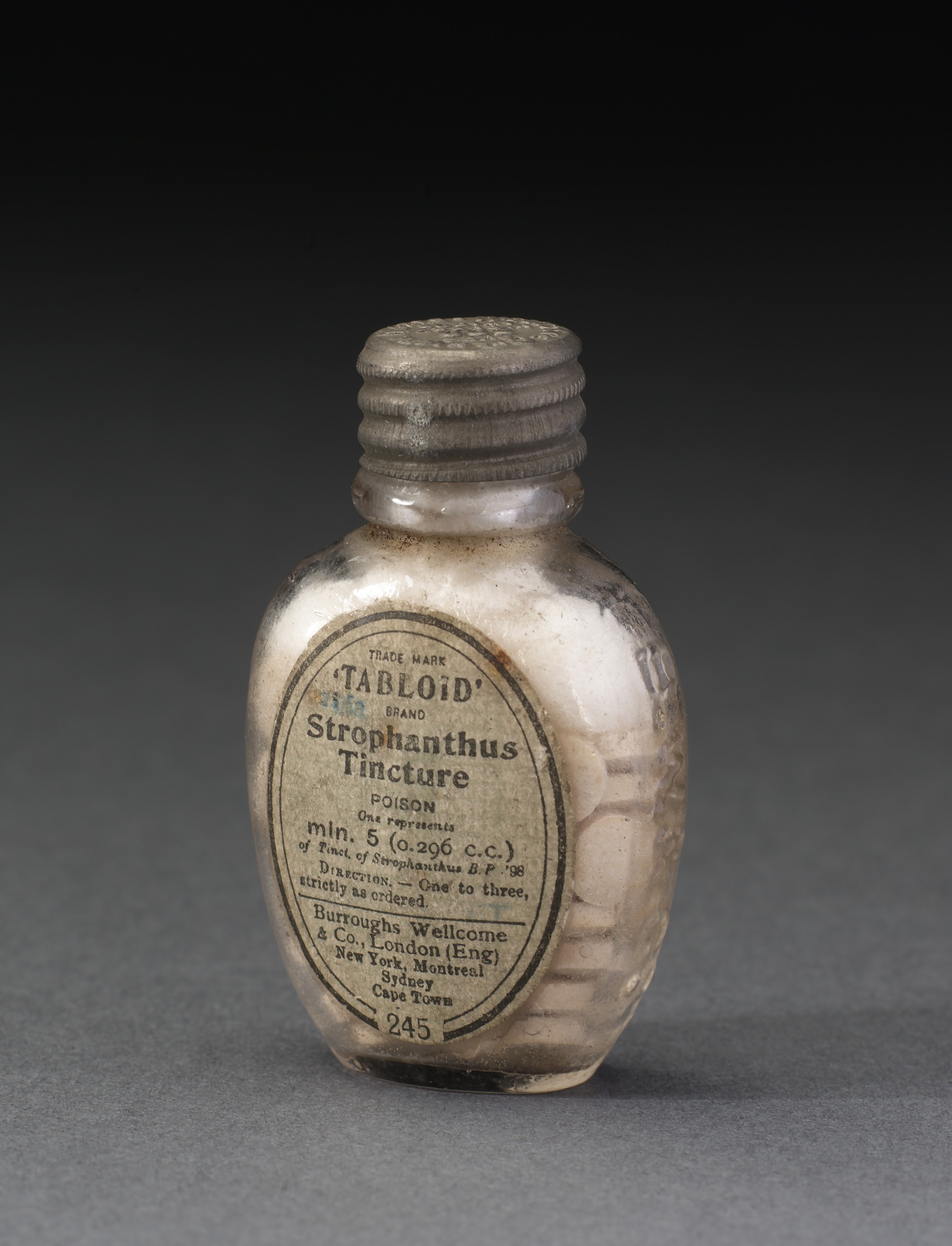
Tablety s výtažkem z krutikvětu
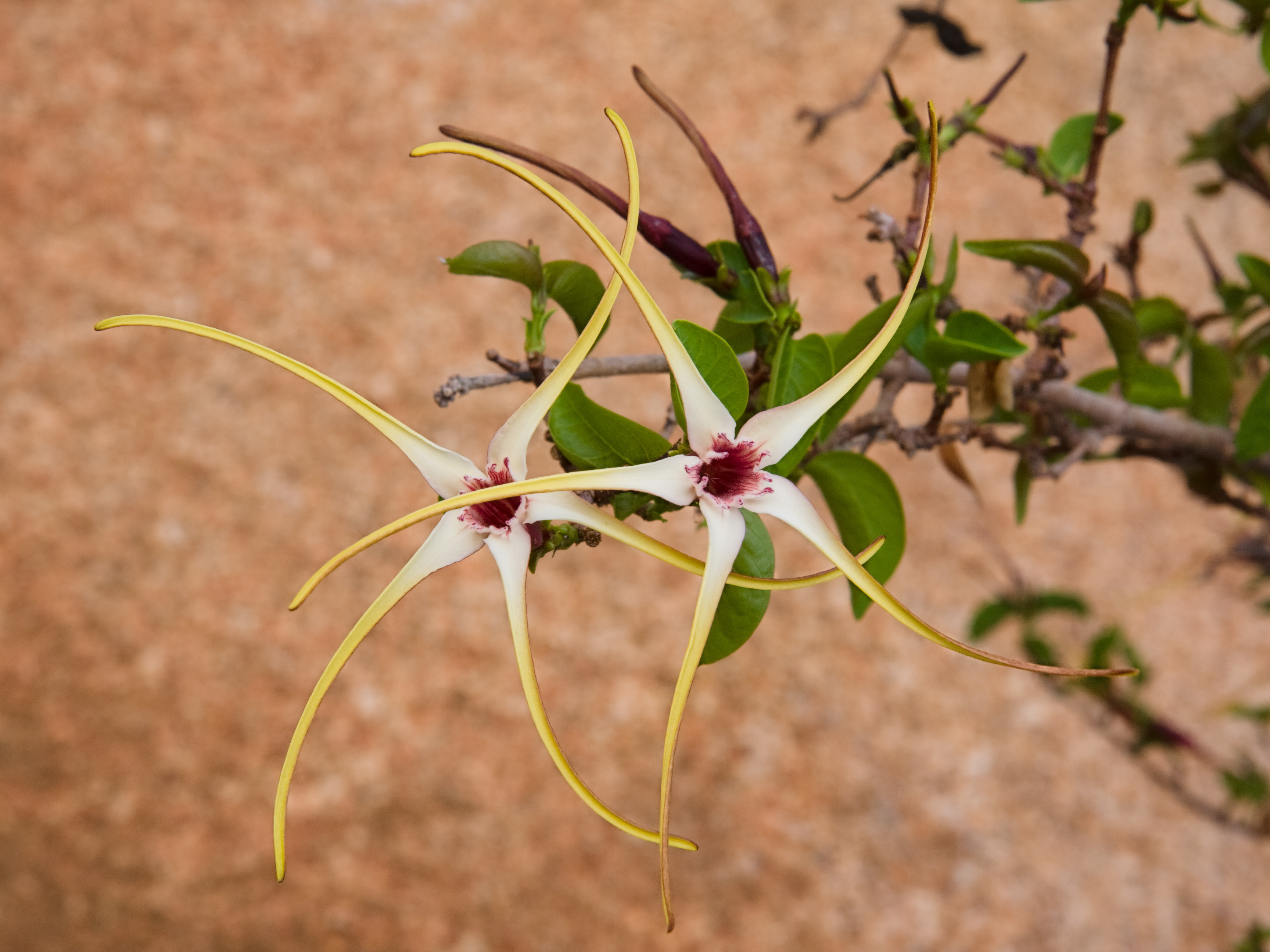
Květy S. kombe